# 森慈秀
森 慈秀（もり じしゅう、1890年12月5日 - 1973年4月15日）は、熊本県天草郡湯島村（現上天草市）出身の政治家。熊本県議会議員（1期）、大矢野町長（3期）。天草五橋架橋の功労者として知られている。

## 経歴

### 青年期
1890年（明治23年）12月5日、熊本県天草郡湯島村（天草諸島の湯島、現上天草市大矢野町湯島）に生まれた。父は森幸吉、母は森タミ。幼名は秀松であり、長男である。
1901年（明治34年）には湯島村立尋常小学校4年課程を修了し、湯島村役場の小使となった。18歳か19歳の時、貿易商の親戚を頼って上海に渡航し、事業によって財を成した。1917年（大正6年）または1918年（大正7年）頃に日本に引き揚げたが、この時には当時の金額で100万円を持ち帰っている。
30歳を過ぎてから義弟の渡辺常吉とともに上京し、1925年（大正14年）には早稲田大学専門部法科を卒業した。渡辺は東京高等師範学校を卒業している。

### 熊本県議時代

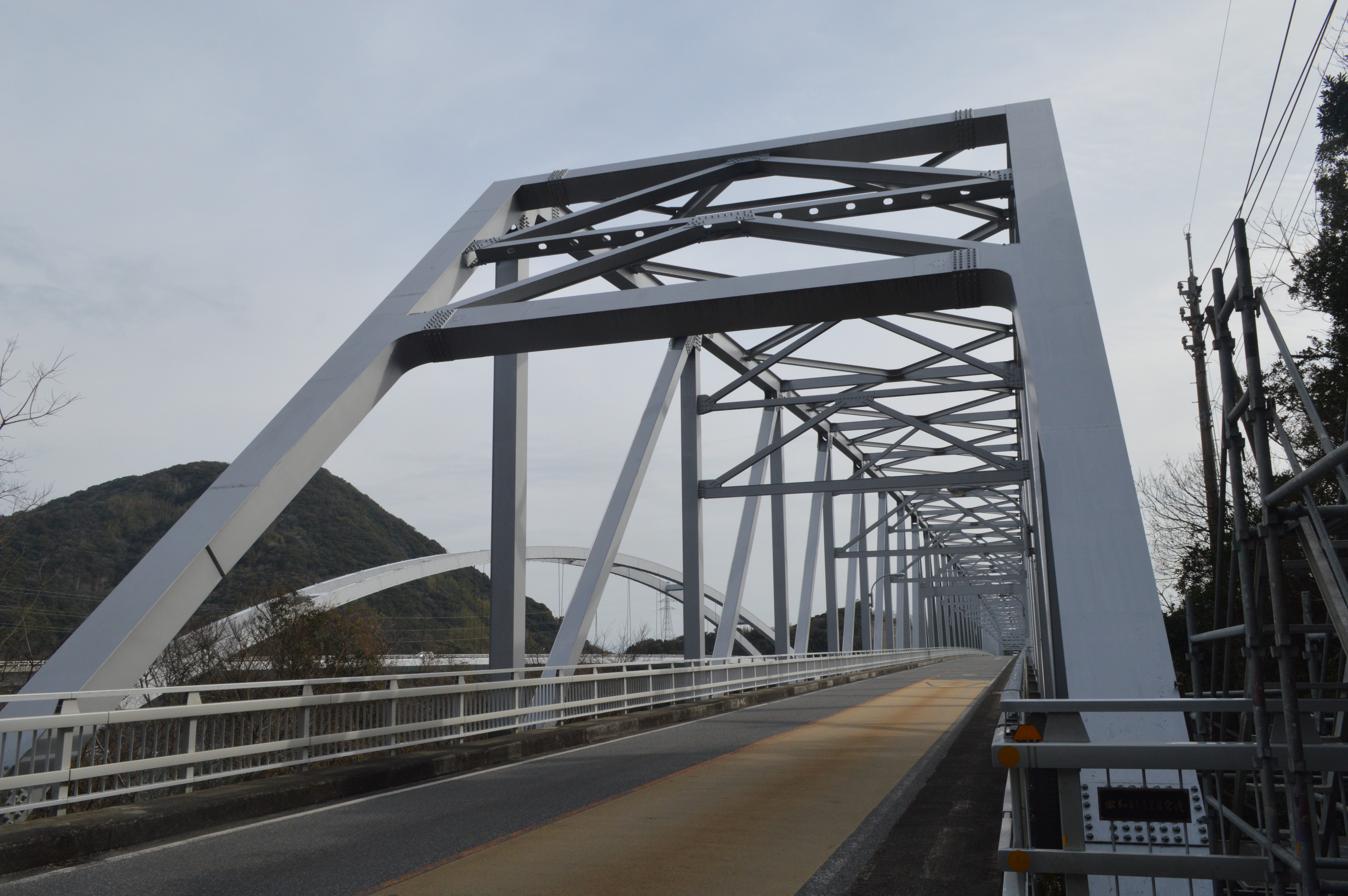
1966年に開通した天草五橋

1935年（昭和10年）には天草郡区から熊本県議会議員選挙に初当選し、宇土半島の宇土郡三角町（現宇城市）と天草諸島の大矢野島に橋を架ける構想を提案したが、周囲の反応は冷ややかだった。
戦後の1947年（昭和22年）には第1回参議院議員通常選挙が行われ、国民協同党から熊本地方区で出馬するが落選した。1954年（昭和29年）には蓮田敬介が熊本県議会で天草架橋の提案を行い、天草諸島の住民の間で架橋の機運が高まったことから、1955年（昭和30年）1月には桜井三郎熊本県知事を会長、森を副会長とする天草架橋期成会が結成された。約25万人の島民による「一人・一円献金」運動も行われている。

### 大矢野町長時代
1958年（昭和33年）4月、天草郡大矢野町の住民から要請を受けて大矢野町長選挙に出馬し、68歳で大矢野町長に就任した。1962年（昭和37年）には天草架橋の起工式が行われ、1966年（昭和41年）9月24日に天草五橋（天草パールライン）が開通した。同年11月には自治功労者として勲五等双光旭日章を受章した。1967年（昭和42年）12月5日、天草諸島住民有志によって森の銅像が建立された。
1970年（昭和45年）4月には3期12年を務めた大矢野町長を退任し、在任期間中の給料全額を大矢野町に寄付した。同年6月、森は大矢野町名誉町民に推挙された。1973年（昭和48年）4月15日に82歳で死去し、大矢野町による町葬が行われた。

### 死後

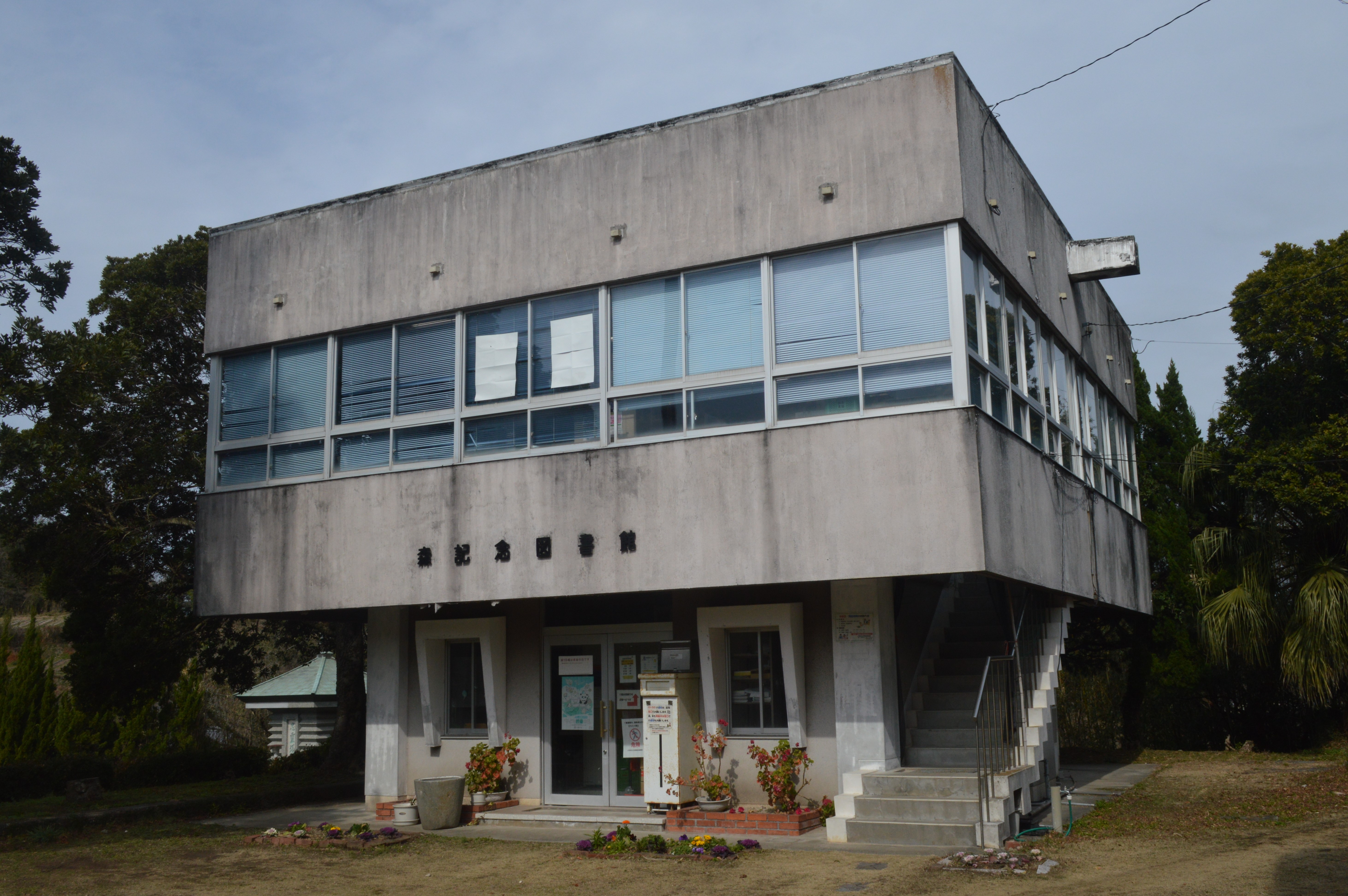
森慈秀の名前を冠した大矢野森記念図書館

死後の1977年（昭和52年）、森の寄付によって大矢野町立森記念図書館（後の上天草市立大矢野森記念図書館）などが建設されている。1986年（昭和61年）、森は熊本県近代文化功労者として表彰された。
2004年（平成16年）3月31日、大矢野町は姫戸町、松島町、龍ヶ岳町と合併して上天草市が発足した。同年11月7日には、上天草市誕生とテレビ熊本(TKU)開局35周年を記念して、ドキュメンタリードラマ郷土の偉人シリーズ『夢の架け橋 天草五橋の情熱をかけた男 森慈秀』（演：戸田開斗、原田龍二、小野武彦）がフジネットワーク九州ブロック7局で放映された。